# Jet Li
Li Lianjie (26. travnja 1963.), poznatiji pod pseudonimom Jet Li, kineski je majstor borilačkih vještina, prvak wushua, i glumac koji trenutačno živi u Singapuru.

## Životopis
Rođen je u Pekingu, Narodna Republika Kina. Oca je izgubio sa samo 2 godine, pa se obitelj morala snalaziti sama. Bio je najmlađi od četvero djece. Vrlo rano je pokazao interes za borilačke vještine, pa se priključio gradskoj sportskoj momčadi koja je nastupala na mnogim natjecanjima, čak i na Svekineskim igrama.

## Filmska karijera
Nakon sportske mirovine u 17. godini, okušao se 1982. godine na filmu i do sada ostvario oko 40 uloga. Prvotno je glumio narodne junake u filmovima iz kineske povijesti, pokazujući svoje borilačko umijeće. Kasnije prelazi na akcijske filmove i komedije, postižući veliki uspjeh. Među njegovim partnerima na velikom ekranu su: DMX, Bruce Willis, Arnold Schwarzenegger, Sylvester Stallone, Mel Gibson i Danny Glover, Brendan Fraser, Jackie Chan. Od žena su tu Michelle Yeoh, Zhang Ziyi, Aaliyah, Bridget Fonda, Maria Bello.
Osim uobičajene borbe, Jet zna i rukovati raznim tipovima oružja. Više neće snimati borilačke filmove, a odbio je i ulogu u filmu Tigar i zmaj. Umalo je poginuo u tsunamiju 2006. godine. To iskustvo nagnalo ga je da se angažira u dobrotvornim akcijama. Donirao je dosta novaca za pomoć nakon katastrofa u raznim dijelovima svijeta.

## Osobni život
Ženio se dva puta i ima četvero djece.